# Cantó de Soçairac
El cantó de Soçairac és un cantó francès del departament de l'Òlt, situat al districte de Fijac. Té 5 municipis i el cap és Soçairac.

## Municipis
- Calviac
- Comiac
- La Calm d'Orcet
- La Mativiá
- Soçairac

## Història
| Data d'elecció                           | Identitat           | Partit | Qualitat |
| ---------------------------------------- | ------------------- | ------ | -------- |
| 1973-1985                                | René Couderc        | PS     |          |
| 1985-1998                                | Jacques Dumas       | RPR    |          |
| 1998-2004                                | Maurice Blazi       | PRG    |          |
| 2004-                                    | Jean-Pierre Boucard | PS     |          |
| les dades anteriors no són pas conegudes |                     |        |          |
|                                          |                     |        |          |

## Demografia
| 1962  | 1968  | 1975  | 1982  | 1990  | 1999  | 2006  |
| ----- | ----- | ----- | ----- | ----- | ----- | ----- |
| 2.329 | 2.421 | 2.014 | 1.895 | 1.785 | 1.641 | 1.529 |